# Carl-Ludwig Siemons
Carl-Ludwig Siemons (* 14. Juli 1889 in Aachen; † 8. September 1969) war ein deutscher Politiker und Landtagsabgeordneter der CDU und des Zentrums.

## Leben und Beruf
Nach dem Besuch der Volksschule absolvierte Siemons eine Elektrikerlehre und legte 1924 die Meisterprüfung ab. Er war selbstständiger Elektromeister und Obermeister der Elektroinnung in Düsseldorf. Bis 1933 war er Mitglied der Zentrumspartei. Seit 1945 gehörte er der CDU an.

## Abgeordneter
Vom 20. April 1947 bis 17. Juni 1950 war Siemons Mitglied des Landtags des Landes Nordrhein-Westfalen. Er wurde im Wahlkreis 043 Düsseldorf-Nordwest direkt gewählt.